# Thoothukudi
Thoothukudi (en tamoul : தூத்துக்குடி, en portugais : Tuticorim), également connu sous le nom de Tuticorin, est une ville et le chef-lieu du district de Thoothukudi dans l'État indien du Tamil Nadu.
Tuticorin est parfois surnommée Pearl City ou « Ville Perle », en raison de sa situation sur la Côte des pêcheurs de perles, une ancienne région renommée pour ses pêcheries perlières, dont elle est la plus grande ville,. Elle forme la dixième agglomération urbaine en importance du Tamil Nadu. 
C'est une ville portuaire dont les infrastructures desservent l'extrême-sud de l'Inde, y compris les villes et les régions de Coimbatore, Erode, Madurai et Tirunelveli. Associée à l'ancienne cité portuaire de Korkai, située non loin, l'activité portuaire et commerciale dans la région à un fondement qui remonte au moins au VIe siècle.

## Patrimoine
La Basilique Notre-Dame-des-Neiges est un centre de pèlerinage marial.